# Abdalláh
Abdalláh (arab. عبد الله, Abd Alláh) je arabské mužské jméno. Jde o populární a rozšířené jméno díky svému významu „služebník Boží“ nebo „otrok Boží“, protože pokora před Bohem je v islámu jednou ze základních ctností.
V arabštině se vyslovuje s vazbou jako [Abdulláh], proto se často přepisuje do latinky i jako Abdulláh (anglicky Abdullah) a pod. Nesprávně se někdy zkracuje na Abdul, což je však jen nedokončené spojení abd (sluha) + pádová přípona u + určitý člen al, za kterým chybí předmět.
Hebrejské jméno Abdiel má stejný význam.